# 티엔후옹바오뜨엉
티엔후옹바오뜨엉(베트남어: Thiên Huống Bảo Tượng / 天貺寶象 천황보상 / 1068년 2월 ~ 1069년 7월)은 베트남 리 왕조(李朝) 성종(聖宗) 리녓똔(李日尊)의 네번째 연호이다. 일설에서는 티엔쭉바오뜨엉(베트남어: Thiên Chúc Bảo Tượng / 天祝寶象 천축보상)으로 칭하기도 하였다.

## 개원
- 롱쯔엉티엔뜨(龍彰天嗣) 3년(1068년) 2월에 연호를 티엔후옹바오뜨엉(天貺寶象)으로 개원함.[1][2][3]

- 티엔후옹바오뜨엉(天貺寶象) 2년(1069년) 7월에 연호를 턴부(神武)로 개원함.[1][2][4]

## 연대 대조표
| 티엔후옹바오뜨엉 | 원년       | 2년        |
| 서기(西紀)       | 1068년     | 1069년     |
| 간지(干支)       | 무신(戊申) | 기유(己酉) |

## 동시대 연호

### 중국
북송(北宋)
- 희녕(熙寧) (1068년 ~ 1077년)

요(遼)
- 함옹(咸雍) (1065년 ~ 1074년)

대리국(大理國)
- 정덕(正德) (1062년 ~ 1073년)

서하(西夏)
- 건도(乾道) (1068년 ~ 1069년)
- 천사예성국경(天賜禮盛國慶) (1069년 ~ 1074년)

### 일본
- 지랴쿠(治暦) (1065년 ~ 1069년)
- 엔큐(延久) (1069년 ~ 1074년)